# Richfield (Wisconsin, Adams megye)
Richfield város az USA Wisconsin államában, Adams megyében. Lakosainak száma 138 fő (2020. április 1.).

## Népesség
A település népességének változása:
| Lakosok száma | 144  | 158  | 138  |
|               | 2000 | 2010 | 2020 |

A 2000. évi népszámlálás szerint a városban 144 ember, 62 háztartás és 44 család élt. A népsűrűség 4,1 fő/négyzetmérföld (1,6 fő/km²) volt. A 103 lakóegység átlagos sűrűsége 2,9 egység/négyzetmérföld (1,1 egység/km²) volt. A város etnikai összetétele 99,31%-ban fehér, 0,69%-ban pedig két vagy több rasszból származott.
A háztartások száma 62 volt, ebből 16,1%-ban 18 év alatti gyermekek éltek együtt, 64,5%-ban házaspárok éltek együtt, 3,2%-ban volt olyan női háztartástulajdonos, akinek nem volt férje, és 29,0%-ban nem voltak családok. Az összes háztartás 21,0%-a egyedülállókból állt, és 12,9%-ban volt olyan egyedül élő személy, aki 65 éves vagy idősebb volt. A háztartások átlagos mérete 2,32, a családok átlagos mérete pedig 2,64  fő volt.
A városban a lakosság eloszlása egyenletes, 18,8%-a 18 év alatti, 5,6%-a 18-24 éves, 20,1%-a 25-44 éves, 34,0%-a 45-64 éves, 21,5%-a pedig 65 éves vagy idősebb volt. A medián életkor 48 év volt, 100 nőre 132,3 férfi jutott, 100 18 éves és idősebb nőre pedig 120,8 férfi jutott.
Egy háztartás mediánjövedelme a városban 34 792 dollár, egy család mediánjövedelme pedig 34 792 dollár volt. A férfiak mediánjövedelme 26 250 dollár volt, míg a nőké 19 375 dollár. Az egy főre jutó jövedelem a városban 23 333 dollár volt. A családok 14,0%-a és a lakosság 17,1%-a élt a szegénységi küszöb alatt, beleértve a tizennyolc év alattiak 35,0%-át és a 64 év felettiek 14,3%-át.